# Hypopterygium polythrix
Hypopterygium polythrix är en bladmossart som beskrevs av Hugh Neville Dixon 1932. Hypopterygium polythrix ingår i släktet Hypopterygium och familjen Hookeriaceae. Inga underarter finns listade i Catalogue of Life.